# Pedicularis tricolor
Pedicularis tricolor är en snyltrotsväxtart som beskrevs av Hand.-mazz.. Pedicularis tricolor ingår i släktet spiror, och familjen snyltrotsväxter. Utöver nominatformen finns också underarten P. t. aequiretusa.